# إسماعيل في المسيحية
إسماعيل (بالعبرية: יִשְׁמָעֵאל) هو الابن الأول لإبراهيم، البطريرك المشترك للأديان الإبراهيمية. ويعتبر نبيًا في الإسلام. كانت والدته هاجر المصرية (تكوين 16: 3). وفقًا لرواية سفر التكوين، فقد توفي عن عمر يناهز 137 عامًا (تكوين 25:17).
تعتبر التقاليد اليهودية والمسيحية والإسلامية أن إسماعيل هو سلف الإسماعيليين (الهاجريين أو العرب) وبطريرك القيدر. وفقًا للتقاليد الإسلامية، التي يُعتبر فيها سلفًا لمحمد، أسس إسماعيل بذلك أمة عظيمة كما وعد الله بها في العهد القديم، ودُفن مع والدته هاجر بجوار الكعبة المشرفة في مكة المكرمة، تحت المنطقة المحددة بجدار الحجر إسماعيل نصف الدائري.